# Heidrek
Heidrek (en vieux norrois : Heiðrekr, et en vieil anglais : Heathoric) est un guerrier mythique scandinave de la mythologie nordique.
Une saga entière lui est consacrée, la Saga de Hervor et du roi Heidrekr.
Il est l'un des principaux personnages du cycle de Tyrfing, et apparaît également dans le poème anglo-saxon Widsith (au vers n° 115) aux côtés de ses fils Angantyr (en vieil anglais : Incgentheow) et Hlöd (en vieil anglais : Hlith) et de la mère de Hlöd, Sifka (en vieil anglais : Sifeca).

## Étymologie
« Heiðrekr » est issu du vieux norrois heiðr (« honneur ») et rekr (« chef, roi »).

## Biographie

### Jeunesse
Heidrek était le fils du roi Höfund de Glæsisvellir, dans le monde de Jötunheim, et de son épouse Hervor (en), une skjaldmö (littéralement, « demoiselle-bouclier », terme désignant dans la culture scandinave une femme ayant choisi de se battre comme un guerrier masculin). Comme sa mère dans sa jeunesse, Heidrek était d'un caractère coléreux et violent. Afin de contrebalancer ces tendances, son éducation fut confiée au sage Gizur, roi de Götaland, sans succès.

### Exil
Un jour que ses parents présidaient un banquet, Heidrek arriva en retard, sans avoir été invité, et débuta avec les invités une querelle qui s'acheva dans le sang. Le roi Höfund bannit pour cela son fils du royaume, bien qu'Hervor tenta d'intercéder en sa faveur.
Toutefois, avant le départ d'Heidrek, son père lui donna une série de conseils auxquels le jeune homme décida de s'opposer dès que possible :
N'aide jamais un homme qui a trahi son maître.

Ne cède jamais rien à un homme qui a assassiné son ami.

Ne permets pas à ton épouse de visiter souvent sa famille, bien qu'elle insiste pour le faire.

Ne confie jamais tes pensées secrètes à ta bien-aimée.

Ne monte jamais ton meilleur cheval si tu es pressé.

Ne punis jamais le fils d'un homme meilleur que toi.

Ne brise jamais une promesse de paix.

N'aie jamais de nombreux thralls en ta compagnie.

Hervor donna en secret l'épée Tyrfing à Heidrek avant qu'il ne parte, et son frère Angantyr l'accompagna un temps dans son exil. Alors que les deux frères marchaient depuis quelque temps, Heidrek désira examiner l'épée. Lorsqu'il l'eut sortie de son fourreau, le maléfice attaché à la lame par les Nains qui l'avaient forgée le fit tuer Angantyr.

### Aventures au Reidgotaland
Après quelque temps, Heidrek rencontra une patrouille escortant un prisonnier devant être exécuté pour avoir assassiné son maître. Se souvenant du conseil de son père, Heidrek résolut de racheter le criminel à ses gardes. Poursuivant son chemin, il racheta plus tard de la même manière un vaurien qui avait tué son camarade.
Bientôt, Heidrek arriva au Reidgotaland et entra au service du roi goth Harald ; il élimina pour lui deux jarls qui s'étaient rebellés. Pour cela, il reçut la moitié du royaume et la main de la fille du roi, Helga. Il eut avec elle un fils appelé Angantyr, d'après son frère mort et leur grand-père. À cette même époque, le vieux roi Harald eut un fils appelé Halfdan.
Malheureusement, le Reidgotaland fut frappé de mauvaises récoltes puis de famine. Les godis (prêtres) annoncèrent que seul le sacrifice du plus noble jeune homme du pays à Odin permettrait le retour des récoltes. Le peuple se querella aussitôt afin de savoir lequel des jeunes princes était le plus noble, et résolut de demander au roi Höfund, père de Heidrek, de résoudre la question. Höfund estima que c'était Angantyr, son propre petit-fils, qui était le plus noble des princes. Höfund conseilla par ailleurs à Heidrek de demander au roi Harald, en récompense du sacrifice de son fils, le commandement en propre de la moitié de l'armée des Goths. Le roi Harald accepta le marché.
Toutefois, lorsque Höfund convoqua l'assemblée du Thing pour le sacrifice d'Angantyr, Heidrek s'opposa au sacrifice, déclarant qu'Odin serait plus heureux de recevoir, au lieu d'Angantyr, le roi Harald et son fils Halfdan. Heidrek s'empara alors du pouvoir par un coup d'État avec sa moitié de l'armée, utilisant l'épée Tyrfing pour tuer Harald et Halfdan. Lorsque son épouse Helga apprit la nouvelle, elle se suicida par pendaison.

### Le nouveau roi
Heidrek utilisa son armée pour soumettre le royaume des Goths, qu'il dirigea avec brutalité. Il défit en combat Humle, roi des Huns, et enleva sa fille Sifka, qu'il viola. Alors qu'elle était enceinte, il la renvoya au royaume de son père, où elle mit au jour un fils nommé Hlöd.
Heidrek se remaria avec Olof, fille du roi Åke des Saxons. Elle demandait souvent à rendre visite à sa famille ; se souvenant du conseil de son père, Heidrek acceptait bien volontiers. Cette stratégie était pourtant peu sage ; allant un jour au royaume des Saxons pour voir sa femme dans sa famille, Heidrek la trouva dans les bras d'un thrall blond et divorça sur-le-champ.
Pour remplacer Olof, Heidrek épousa une finlandaise appelée Sifka, comme la princesse des Huns. Un jour, alors qu'ils visitaient le roi Rollaug de Gardariki (près de la Rus' de Kiev), afin d'aller contre encore un autre conseil de son père, Heidrek confia un secret à Sifka en lui faisant jurer de ne jamais le répéter. Le secret était qu'il avait accidentellement tué le fils du roi Rollaug à la chasse. Naturellement, Sifka courut aussitôt répéter l'information à Rollaug ; ce dernier captura Heidrek et tua tous ceux de sa suite. Les deux hommes qui le firent prisonnier n'étaient autres que les deux meurtriers qu'il avait sauvé de la potence au début de son voyage.
Alors que Rollaug s'apprêtait à faire brûler vif Heidrek, la nouvelle se répandit que le prince était toujours vivant et Heidrek, par conséquent, était innocent. Rollaug s'excusa et, en compensation, donna sa fille Hergerd en mariage à Heidrek. Le couple eut une fille, appelée Hervor, d'après sa grand-mère qui venait de mourir. Sa naissance marqua le début d'une ère de paix dans le règne de Heidrek.
Pendant un voyage, Heidrek campa dans les Carpates ('Harvaða fjöllum, cf. la loi de Grimm). Il était accompagné par huit esclaves ; alors que leur maître dormait, ceux-ci entrèrent dans sa tente, s'emparèrent de l'épée Tyrfing et tuèrent Heidrek. Ceci fut le dernier des trois actes maléfiques de Tyrfing. Angantyr, le fils d'Heidrek, captura les esclaves, les tua et leur reprit l'épée magique, mais le sortilège en était brisé.

## Famille

### Mariage et enfants
D'une première union avec Helga, fille du roi goth Harald, il eut :
- Angantyr

Avec Sifka, fille du roi des Huns Humle, il eut :
- Hlöd

Avec Hergerd, fille du roi de Gardariki Rollaug, il eut :
- Hervor

Selon d'autres sources, il aurait eu une autre fille (avec peut-être une princesse ostrogothe), Hilda (ou Hilde), qui épouse soit le roi danois Fridleif fils de Skjöld soit le roi danois Harald le Vieux.

## Galerie

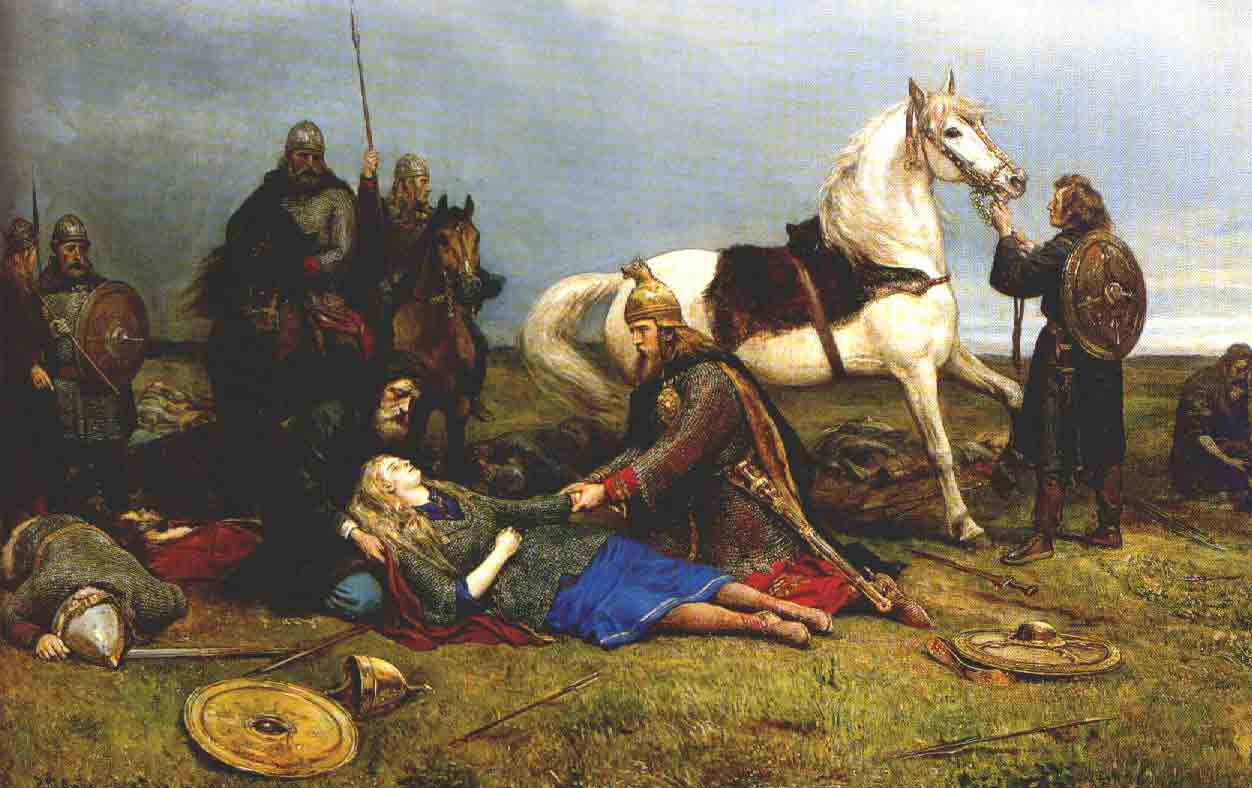
La mort de Hervor (la mère de Heidrek), par Peter Nicolai Arbo (XIXe siècle).